# Kira a Prusiei
Prințesa Kira a Prusiei (Kira Auguste Viktoria Friederike; 27 iunie 1943 – 10 ianuarie 2004) a fost al patrulea copil și a doua fiică a lui Louis Ferdinand, Prinț al Prusiei și a Marii Ducese Kira Kirillovna a Rusiei
Prințesa Kira s-a născut la Cadienen (astăzi Kadyny, Polonia).
S-a căsătorit la 10 septembrie 1973 printr-o ceremonie civilă cu Thomas Frank Liepsner. Ceremonia religioasă a avut loc a doua zi, la Felizenweil. Ei au avut o fiică, Kira-Marina Liepsner (n. 22 ianuarie 1977), și au divorțat în 1984.
Ea a murit la Berlin, la vârsta de 60 de ani.